# Paradrina teidevolans
Paradrina teidevolans là một loài bướm đêm trong họ Noctuidae.